# Cryptops argentinus
Cryptops argentinus är en mångfotingart som beskrevs av Wolfgang Bücherl 1953. Cryptops argentinus ingår i släktet Cryptops och familjen Cryptopidae. Inga underarter finns listade i Catalogue of Life.